# 曾銑
曾铣（1509年—1548年），字子重，號石塘，南直隸揚州府江都縣軍籍，浙江台州府黄岩县（今黄岩区）人，明朝政治人物，嘉靖年间官兵部侍郎，总督北方边陲，是抗击韃靼杰出名臣。

## 生平
祖居松门南城外，父亲是小商人。曾铣自幼客籍扬州，嘉靖七年（1528年）舉戊子科應天鄉試，嘉靖八年（1529年）聯捷进士，始任福建长乐知县，十二年十二月选授河南道试御史，十三年五月实授，巡按遼東，十四年十月录平辽阳广宁乱军功，升为大理寺右寺丞，赏银二十两、紵丝二表里。
嘉靖二十年（1541年）升巡抚山东佥都御史，平山东剧贼刘仪等，修筑临清外城，二十二年八月加升右副都御史、巡抚如故。韃靼首领俺答汗时掠边境，二十三年二月，曾铣受命以原职提督雁门关等处兼巡抚山西，修边墙，制火器，于浮图谷获全胜。嘉靖二十五年（1546年）正月，加升兵部右侍郎，巡抚如故，四月調任总督陕西三邊军务兵部右侍郎，以数千之兵拒俺答10万骑兵于塞门。次年出兵河套，迫俺答移营过河。权臣严嵩发动言官上疏收复河套会“轻启边衅”，并诬曾铣掩败不报，克扣军饷，贿赂首辅夏言。嘉靖二十七年，曾铣遭斩刑，曾铣临刑慨然赋诗：“袁公本为百年计，晁错翻罹七国忧。”，並托王环照顾其妻儿：“上怒甚，死自吾分。顾吾妻子奈何流落边鄙，为沟中瘠乎。”妻子流放至陕西汉中的城固，“铣廉，既殁，家无余资”。史称此案“天下闻而冤之”。

## 身后
隆庆元年（1567年），给事中辛自修、御史王好问上疏为曾铣雪冤，归葬江都。明穆宗诏赠兵部尚書，谥襄愍。王环将曾铣的妻子送回扬州，“酬之金帛，不顾而去”。

## 家族
曾祖曾昶。祖父曾宏。父曾輔。嫡母趙氏，生母张氏。具庆下。兄曾錦、曾銓。